# Luk Dim Boon Kwun
Il bastone dei sei punti e mezzo (六點半棍T, 六点半棍S,  liùdiǎnbàngùn P, liu tian pan kun W) (in Cantonese luhk dim bun gwan) è una sequenza con arma del Wing Chun. 

## Storia
Alcuni tramandano che questa sequenza sia entrata a far parte del patrimonio tecnico del Wing Chun a partire da Zhāng Wǔ 张五 (in Cantonese Jeung Hng) e che provenisse dagli ambienti della compagnia teatrale itinerante della Giunca Rossa (紅船中T, 红船中S,  hóngchuánzhōng P, hung chuan chong W) (in Cantonese huhng syuhn jung).
Dan Knight spiega che un certo numero di personaggi del Wing Chun lavorarono come attori in questa compagnia teatrale della Giunca Rossa. Uno di questi, Liáng 'èrdì 梁二娣 (in Cantonese Leuhng Yih Daih) apprese l'utilizzo del bastone di un'altra arte marziale e ne semplificò il maneggio in collaborazione con Huáng Huábǎo 黄华宝 (in Cantonese Wohng Wah Bou), che lo introdusse nel sistema Wing Chun tradotto: "Radiosa Primavera".
Questo è ciò che riferiva Ip Man
(Ip Man, The Origin of Wing Chun)
Chi Shin è Zhìshàn Chánshī (至善禪師) che è legato alla leggenda di fondazione dell'Hung Gar.

## Tecnica
Si esegue maneggiando un bastone lungo o palo, della lunghezza di circa 2,75 m. Nella maggioranza delle scuole, è la prima forma armata del Wing Chun ad essere insegnata all'allievo quando ha completato il sistema a mani nude. Lo scopo di questa forma è rafforzare nel praticante il principio della linea centrale, nonché di sviluppare una maggiore potenza mani nude. Infatti, nel Wing Chun, lo studio delle armi non è finalizzato all'utilizzo dell'arma stessa, bensì al miglioramento di alcune capacità che rendono più efficaci le prestazioni a mani nude.
Con questa forma, inoltre, si migliora la "struttura" e si impara a "canalizzare la forza in un solo punto" senza dispersione di energia.